# Den duktiga ejderhonan
Den duktiga ejderhonan är en svensk dokumentärkortfilm från 1922 i regi av Bengt Berg.
Filmen skildrar en ejderhona som häckar på ett skär. En trut förstör några av äggen men blir bortkörd av ejderhonan.